# Fánlakó mohagomba
A fánlakó mohagomba (Arrhenia epichysium) a csigagombafélék családjába tartozó, Eurázsiában és Észak-Amerikában honos, korhadó fán élő, mohákkal és algákkal szimbiózist kialakító, nem ehető gombafaj. 

## Megjelenése
A fánlakó mohagomba kalapja 0,5-3 cm széles, alakja fiatalon laposan domború, később középen bemélyedő vagy tölcséres. Felülete sima. Széle kezdetben begöngyölt, majd kiegyenesedik, idősen bordássá válik.  szürke színű, rovátkolt. Színe szürke; középen sötétebb, szürkésfeketés vagy sötét szürkésbarna. Ha kiszárad, jelentősen kifakul. Húsa vékony, vizenyős, szürkés színű. Íze és szaga nem jellegzetes. 
Viszonylag ritkásan álló lemezei lefutók, nem túl sűrűek. Színük halványszürkés.
Tönkje 1,5-3 cm magas és 0,2-0,4 cm vastag. Alakja egyenletesen hengeres, felülete sima vagy minimálisan szőrözött. Színe a kalapéval megegyezik, de nem fakul ki annyira. 
Spórapora fehér. Spórája ellipszoid, sima, mérete 7-9 x 4-5 µm.

### Hasonló fajok
Más korhadó fán, moha között élő gombákkal, pl. a ráncos békagombával téveszthető össze.  

## Elterjedése és termőhelye
Eurázsiában és Észak-Amerikában honos.  
Fenyvesekben, lombos erdőkben az erősen korhadó fatörzseken található meg egyesével, kisebb csoportokban vagy akár tömegesen. Táplálékát elsősorban a faanyag bontásával szerzi, de különböző alga- és mohafajokkal valamilyen szintű szimbiózist is kialakít. 

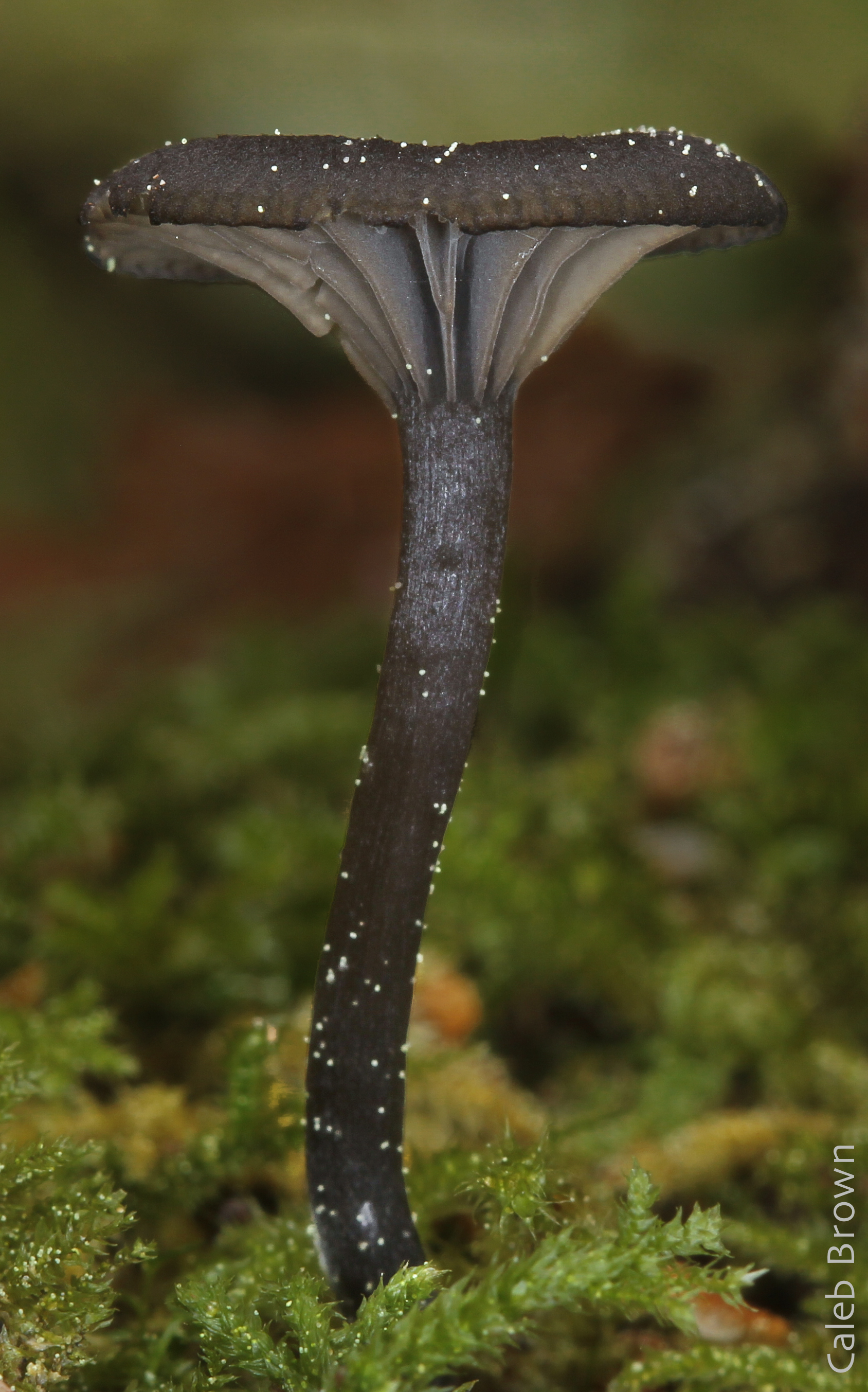
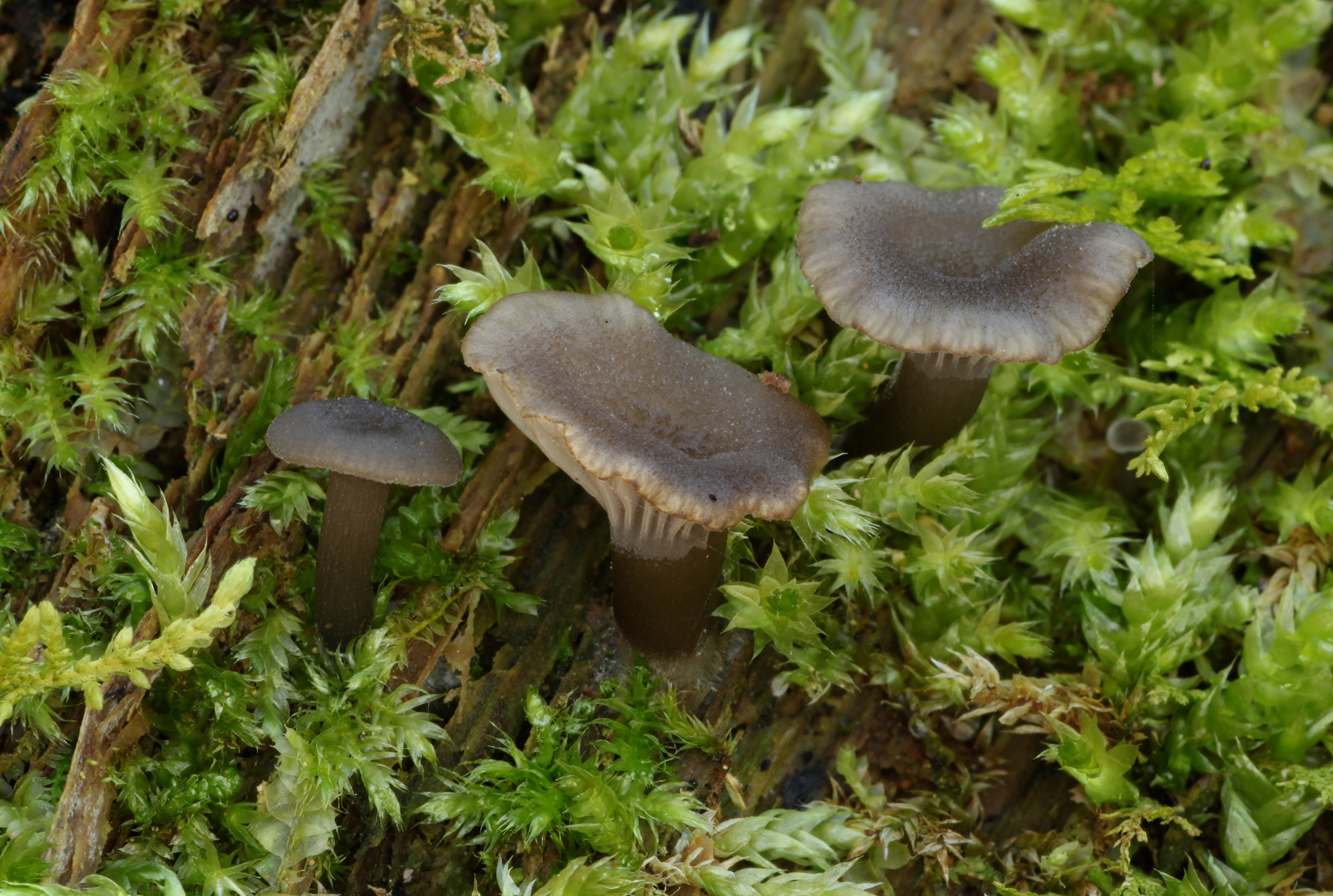

Nem ehető. 